# F1 (film)
F1 är en amerikansk sport-dramafilm från 2025, med Brad Pitt i huvudrollen. Filmen är regisserad av Joseph Kosinski och med manus skrivet av Ehren Kruger, baserad på motorsportsmästerskapet med samma namn och skapad tillsammans med FIA.
F1 hade biopremiär i Sverige den 25 juni 2025, utgiven av Warner Bros. Pictures. Filmen kommer att bli tillgänglig på Apple TV+ efter att den har slutat gå på bio.

## Rollista (i urval)
- Brad Pitt – Sonny Hayes[7]
- Damson Idris – Joshua Pearce[7]
- Kerry Condon – Kate[8]
- Tobias Menzies – Banning[8]
- Javier Bardem – Ruben[8]
- Sarah Niles  – Bernadette[8]
- Shea Whigham – Chip Hart[8]
- Lewis Hamilton och andra förare från F1-säsongen 2023[9]

## Produktion
I juli 2023 började filmen spelas in på Silverstone Circuit i Storbritannien, inklusive inspelningar under Storbritanniens Grand Prix-helg den 8–9 juli.
Under Österrikes Grand Prix 2024 meddelade Hans Zimmer att han skulle komponera filmmusiken.